# فرودگاه فار
فرودگاه فار (به انگلیسی: Farr Airport) یک فرودگاه خصوصی است که یک باند فرود چمن دارد و طول باند آن ۸۵۳ متر است. این فرودگاه در کشور ایالات متحده آمریکا قرار دارد و در ارتفاع ۱۴۵۵ متری از سطح دریا واقع شده است.